# Kacper Oleszczuk
Kacper Oleszczuk (* 15. Mai 1994 in Pasłęk) ist ein polnischer Leichtathlet, der sich auf den Speerwurf spezialisiert hat.

## Sportliche Laufbahn
Kacper Oeleszuk nahm bei den U18-Weltmeisterschaften in Lille erstmals in internationalen Wettkämpfe im Speerwurf teil. In der Qualifikation kam er mit dem 700-Gramm-Speer auf 65,85 m und schied damit als Achter seiner Qualifikationsgruppe aus, insgesamt belegte er den 14. Platz. Im Juni 2012, nun in der Altersklasse U20 startend, siegte er bei den polnischen Juniorenmeisterschaften. Einen Monat später trat er bei den U20-Weltmeisterschaften in Barcelona an, bei denen er mit einer weite von 62,93 m den 37. Platz belegte. 2013 steigerte er seine Bestweite zunächst um mehr als vier Meter. Bei den U20-Europameisterschaften in Rieti zog er in das Finale ein, in dem er mit 73,24 m die viertgrößte Weite warf.
2014 steigerte er seine Bestleistung auf mehr als 77 Meter. Bei den polnischen Meisterschaften wurde er Siebter. Seinen bislang größten sportlichen Erfolg stellte er mit dem Sieg bei den U23-Europameisterschaften in Tallinn auf. Seine Finalweite von 82,29 m steht bis heute (Stand 2020) als seine Bestleistung zu Buche. Im September wurde Oleszczuk zudem polnischer U23-Meister. 2016 zog er bei den Europameisterschaften in Amsterdam in das Finale ein, in dem er mit 79,34 m den achten Platz belegte. In den folgenden Saisons konnte er nicht mehr an seine bereits gezeigten Leistungen anknüpfen.

## Wichtige Wettbewerbe
| Jahr              | Veranstaltung             | Ort               | Platz             | Disziplin         | Weite             |
| Startet für Polen | Startet für Polen         | Startet für Polen | Startet für Polen | Startet für Polen | Startet für Polen |
| ----------------- | ------------------------- | ----------------- | ----------------- | ----------------- | ----------------- |
| 2011              | U18-Weltmeisterschaften   | Lille             | 14.               | Speerwurf         | 65,85 m           |
| 2012              | U20-Weltmeisterschaften   | Barcelona         | 37.               | Speerwurf         | 62,93 m           |
| 2013              | U20-Europameisterschaften | Rieti             | 4.                | Speerwurf         | 73,24 m           |
| 2015              | U23-Europameisterschaften | Tallinn           | 1.                | Speerwurf         | 82,29 m           |
| 2016              | Europameisterschaften     | Amsterdam         | 8.                | Speerwurf         | 79,34 m           |

## Leistungsentwicklung
- 2011: 63,28 m
- 2012: 71,42 m
- 2013: 75,39 m
- 2014: 77,46 m
- 2015: 82,29 m